# 錢良翰
錢良翰（1606年—？年），號雲将，顺天府大兴县籍浙江山阴县人。明末政治人物。

## 生平
崇祯三年（1630年）庚午科顺天府乡试舉人，七年（1634年）甲戌科进士，吏部观政，次年授南京户部江西司主事，九年陞湖广司员外郎郎中，十一年升四川司郎中，十一年外任青州府知府，十四年丁憂。後补任鎮江府知府，十六年改南瑞僉事，駐紮南昌、弘光元年擢湖東兵備副使，駐紮建昌；同年乙酉之變清軍攻陷南京，事聞辭官歸里。

## 家族
曾祖钱景旸。祖钱养才。父钱之选，京卫三科武举人。